# Silver Airways
Silver Airlines — регіональна авіакомпанія Сполучених Штатів Америки зі штаб-квартирою під Форт-Лодердейлом (Флорида).
Gulfstream International Airlines працює під торговою маркою (брендом) Continental Connection магістральної авіакомпанії Continental Airlines, виконуючи регулярні і чартерні рейси в міста Флориди, Багамських островів та країн Карибського басейну. Авіакомпанія має 9 постійних маршрутів у Флориду, 10 — на Багамські острови і 6 регулярних напрямків на північному сході США (Клівленд). У ролі своїх вузлових аеропортів GIA використовує Міжнародний аеропорт Маямі, Міжнародний аеропорт Палм-Біч і Міжнародний аеропорт Тампа, головним хабом авіакомпанії є Міжнародний аеропорт Форт-Лодердейл/Голлівуд, розташований неподалік від штаб-квартири компанії.

## Історія
Авіакомпанія була утворена колишнім командиром Боїнгу 727 Томасом Л. Купером (англ. Thomas L. Cooper) в жовтні 1988 року і початку операційну діяльність 1 грудня наступного року. Спочатку авіакомпанія надавала послуги човникових перевезень між Маямі (Флорида) і Кап-Аїтьєн (Гаїті), однак у зв'язку з погіршенням політичної обстановки на Гаїті була змушена припинити польоти та відкрити рейси на Багамські острови. Авіакомпанія також виконувала щотижневі рейси в Гавану з перевезення дипломатичної пошти посольства США на Кубі.
У травні 1994 року Gulfstream International Airlines уклала код-шерінговий договір з авіакомпанією United Airlines. У грудні 1995 року авіакомпанія почала процедуру сертифікації з частини 135 Федеральних правил авіаційних перевезень на частину 121 Правил, що дозволяють відкриття регулярних пасажирських маршрутів і використання більш великих літаків, таких, як взяті до того часу в оренду Short 360.
У серпні 1998 року керуючий холдинг G-Air Holdings придбав авіакомпанію Paradise International Airlines і повітряний флот GIA поповнився літаками De Havilland Canada Dash 7. У серпні 2003 року Paradise була продана авіакомпанії US Airways, а в 2004 році Gulfstream International Airlines підписала довгостроковий договір про партнерство з іншим магістральним авіаперевізником Continental Airlines. У березні 2006 року Томас Купер продав свою частку власності авіакомпанії корпорації Gulfstream International Group, Inc., розташованої в штаті Делавер.
Станом на квітень 2009 року в авіакомпанії Gulfstream International Airlines працювало трохи більше 600 осіб.
У 2010 році Gulfstream International Airlines звістила про банкрутство підприємства. У 2011 році підприємство було перейменовано на Silver Airways. Штаб-квартира була перенесена з Даніа-БІч на Міжнародний аеропорт Форт-Лодердейл - Холлівуд у повіті Бровард під Форт-Лодердейлом. Того ж року було придбано 6 літаків Saab.

## Напрямки польотів
Станом на березень 2009 року авіакомпанія Gulfstream International Airlines виконувала рейси за такими напрямами:

### Міжнародні
- Багами
  - Андрос — Міжнародний аеропорт Андрос-таун
  - Біміні — Аеропорт Південного Біміні
  - Фрипорт — Міжнародний аеропорт Великий Багами)
  - Джордж-Таун (Ексума) — Міжнародний аеропорт Ексума
  - Марш-Харбор — Аеропорт Марш-Харбор
  - Нассау/Парадайз-Айленд — Міжнародний аеропорт імені Ліндена Піндліна
  - Північна Ельютера — Аеропорт Північна Ельютера
  - Новий Затоку, острів Кет — Аеропорт Новий Затока

### Внутрішні
- Флорида
  - Форт Волтон-Біч — Північно-західний регіональний аеропорт Флориди
  - Форт-Лодердейл/Голлівуд — Міжнародний аеропорт Форт-Лодердейл/Голлівуд
  - Кі-Вест — Міжнародний аеропорт Кі-Вест
  - Маямі — Міжнародний аеропорт Маямі
  - Орландо — Міжнародний аеропорт Орландо
  - Пенсакола — Регіональний аеропорт Пенсаколи
  - Таллахассі — Регіональний аеропорт Таллахассі
  - Тампа/Сент-Пітерсберг/Клірвотер — Міжнародний аеропорт Тампа
  - Уест-Палм-Біч — Міжнародний аеропорт Уест-Палм-Біч
- Нью-Йорк
  - Джеймстаун — Аеропорт Джеймстаун округу Чатоква
- Огайо
  - Клівленд — Міжнародний аеропорт Клівленда Хопкінс
- Пенсільванія
  - Бредфорд — Регіональний аеропорт Бредфорд
  - Дю Бойс — Регіональний аеропорт Дю Бойс
  - Франклін — Регіональний аеропорт Венанго
- Західна Вірджинія
  - Льюїсбург — Аеропорт Гринбраейр-Веллі

## Флот авіакомпанії
Станом на березень 2009 року повітряний флот авіакомпанії Gulfstream International Airlines складали наступні літаки:
- Beechcraft 1900D — 23 одиниці.

## Партнерські угоди
На 29 листопада 2007 року Gulfstream International Airlines мала діючі договору про партнерські відносини (код-шерінг) з такими авіакомпаніями:
- Continental Airlines — в рамках маркетингової програми (бренду) Continental Connection
- Copa Airlines
- Northwest Airlines
- United Airlines